# Karpatophyllon polinskii
Karpatophyllon polinskii är en mångfotingart som beskrevs av Jawlowski 1928. Karpatophyllon polinskii ingår i släktet Karpatophyllon och familjen Mastigophorophyllidae. Inga underarter finns listade i Catalogue of Life.